# Суперництво братів і сестер

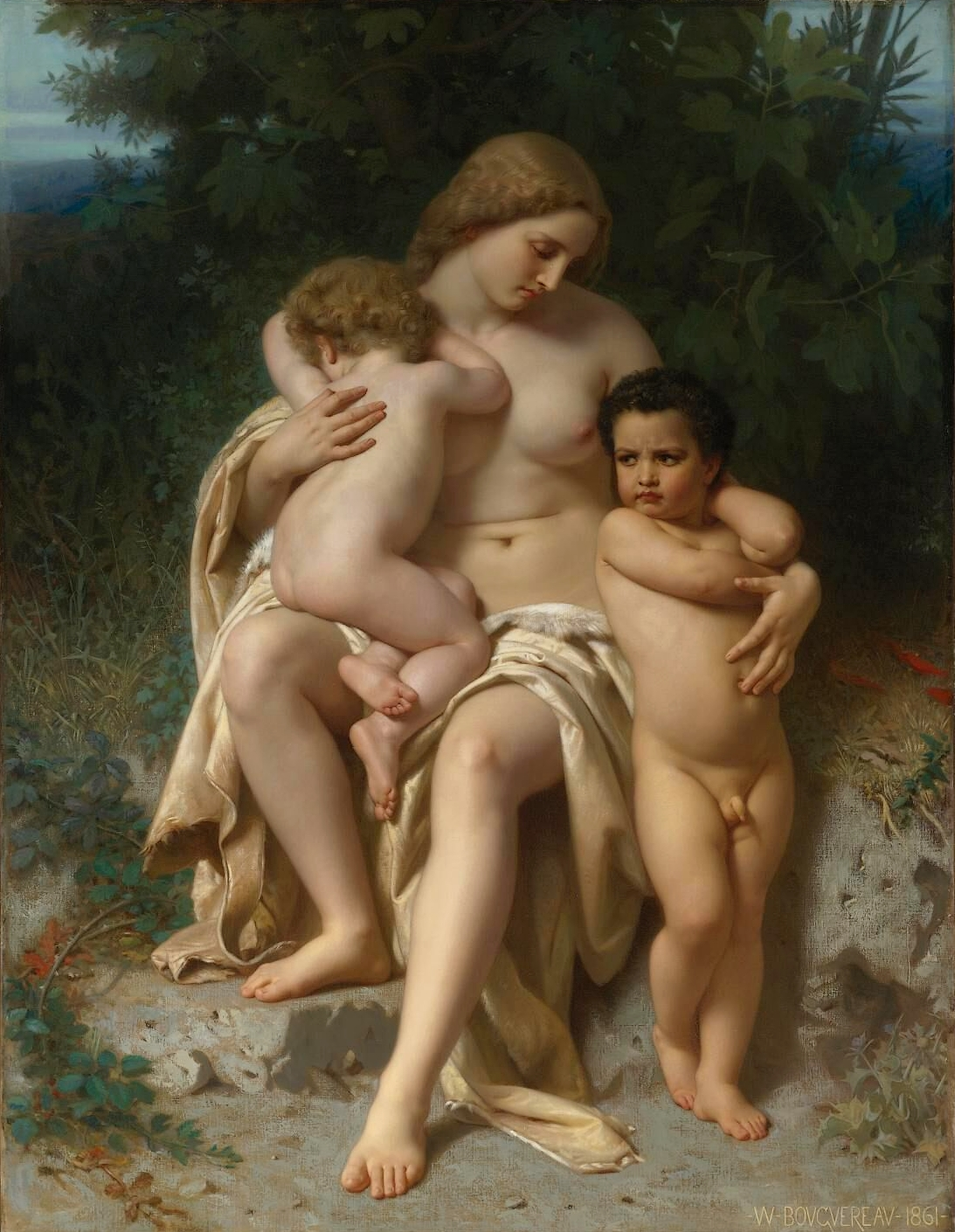
Перша сварка (1861) Вільям-Адольф Бугро.

Суперництво між братами та сестрами — різновид конкуренції чи ворожнечі між братами та сестрами, незалежно від їхнього кровного споріднення.
У дитинстві брати і сестри зазвичай проводять більше часу разом, ніж з батьками. На зв'язки між братами та сестрами впливають такі фактори, як ставлення батьків, порядок народження, особистість, люди та досвід поза родиною. Суперництво між братами та сестрами є більш помітним, коли діти близького віку й однієї статі та/або коли одна або кілька дітей є інтелектуально обдарованими.

## Протягом усього життя
За обсерваційними дослідженнями Джудіт Данн, діти чутливі до відмінностей у ставленні батьків, починаючи з одного року. Починаючи з 18 місяців, брати й сестри можуть розуміти сімейні правила та знати, як втішати та бути добрими один до одного. У віці до 3 років діти добре розуміють соціальні правила, можуть оцінювати себе по відношенню до своїх братів і сестер і знають, як адаптуватися до обставин у сім'ї.
Суперництво братів і сестер часто триває протягом усього дитинства і може бути розчаруванням і стресом як для батьків, так і для дітей. Підлітки сваряться з тих самих причин, що й молодші діти, але вони краще підготовлені для фізичного, інтелектуального й емоційного заподіяння болю один одному, а також зазнають інтелектуально й емоційно. Фізичні та емоційні зміни викликають тиск у підлітковому віці, як і зміна стосунків з батьками та друзями. Сварки з братами і сестрами як спосіб привернути увагу батьків можуть посилитися в підлітковому віці. Одне дослідження показало, що найвищий рівень конкуренції між братами і сестрами спостерігається у віці від 10 до 15 років.
Суперництво між братами і сестрами може тривати і в дорослому віці, а стосунки між братами і сестрами можуть кардинально змінюватися з роками. Такі події, як хвороба одного з батьків, можуть зблизити братів і сестер, тоді як розлучення може розлучити їх, особливо якщо стосунки між родичами напружені. Приблизно третина дорослих описує свої стосунки з братами і сестрами як суперницькі або віддалені. Однак з часом суперництво часто зменшується. Щонайменше 80 % братів і сестер у віці понад 60 років мають близькі стосунки.

## Причини
За словами Кайли Бойс з Університету Мічигану, кожна дитина в сім'ї змагається, щоб визначити, ким вона є як особистість, і хоче показати, що вона відрізняється від своїх братів і сестер. Діти можуть відчувати, що отримують неоднакову кількість уваги, дисципліни та чуйності батьків. Діти найбільше сваряться в сім'ях, де немає ні розуміння того, що бійки не є прийнятним способом вирішення конфліктів, ні альтернативного способу вирішення таких конфліктів; у сім'ях, у яких фізичні бійки заборонені, але не допускається жоден метод нефізичного вирішення конфлікту (наприклад, словесна суперечка), перетворення та накопичення повсякденних суперечок у довготривалу ворожнечу може мати майже такий же руйнівний ефект. Стрес у житті батьків і дітей може спричинити конфлікти, посилюючи суперництво між братами та сестрами.

### Інші психологічні підходи
Альфред Адлер розглядав братів і сестер як людей, які «прагнуть до значущості» в сім'ї, і вважав, що порядок народження є важливим аспектом розвитку особистості. Фактично, сьогодні психологи та дослідники схвалюють вплив порядку народження, а також віку та статі на стосунки між братами та сестрами. Проте батьки вважаються здатними мати важливий вплив на те, чи будуть вони конкурентоспроможними чи ні.
Термін «суперництво братів і сестер» ввів у 1941 році Девід Леві, стверджуючи, що для старших братів і сестер «агресивна реакція на новонароджену дитину настільки типова, що можна з упевненістю сказати, що це звичайна риса сімейного життя». Дослідники загалом підтримують цю точку зору, зазначаючи, що батьки можуть покращити цю реакцію, вживаючи відповідних профілактичних заходів і уникаючи фаворитизму. Ідеальний час для того, щоб закласти основу для підтримувальних стосунків між братами і сестрами на все життя — це протягом місяців до народження нової дитини.

### Стиль виховання
Батьки впливають на стосунки братів і сестер. Тоді зв'язок між братами та сестрами може включати багато аспектів стосунків між батьками та дітьми. Стиль виховання дітей впливає на те, як брати й сестри по-різному розвиваються з точки зору їхніх навичок та інтересів. За Jensen and McHale (2015) «хоча вони генетично схожі в середньому на 50 % і зазвичай ростуть в одному домі, повнорідні біологічні брати і сестри, як правило, не більше схожі між собою, ніж з незнайомими людьми». Ці відмінності впливають на самосприйняття дитини в рамках більшої сімейної динаміки. Рання категоризація батьками впливає на те, як дитина сприймає своє місце в сім'ї. Згідно з дослідженнями диференціації братів і сестер та теорією індивідуальної психології Адлера, брати і сестри відрізняються один від одного для того, щоб заповнити порожнечі в сім'ї та зменшити конфлікти і суперництво за сімейні ресурси. Передбачається, що цей механізм з часом призводить до того, що брати і сестри віддаляються один від одного. Згідно з дослідженнями, діти часто виправдовують очікування своїх батьків, коли ті мають вищі очікування щодо їхніх майбутніх досягнень. Це може призвести до відмінностей у ставленні батьків до братів і сестер. Доведено, що багато батьків мають вищі очікування щодо своїх дочок, ніж щодо синів. У багатьох сім'ях до старшої дитини також пред'являються найвищі вимоги. Така розбіжність у поглядах на потенціал дитини до успіху може призвести до упередженості, нехтування та ізоляції — як фізичної, так і емоційної. На дітей впливає те, що вони бачать, як їхні батьки ставляться до своїх братів і сестер. Діти, які зазнали жорстокого поводження з боку батьків у ранньому віці або бачили насильницьку взаємодію між батьками та дітьми, з більшою ймовірністю будуть агресивно реагувати на своїх братів і сестер. Згідно з теорією примусу, неадекватне виховання (наприклад, використання жорстких покарань, таких як шльопання або лайка) і нездатність дисциплінувати дитину призводить до ворожої, примусової взаємодії між братами і сестрами. За словами Данчева та Вольке, «коли батьки не можуть ефективно втрутитися (ігноруючи або дозволяючи негативну поведінку в сімейній системі), стосунки між братами та сестрами можуть стати тренувальним майданчиком, на якому посилюється ворожість, що з часом переростає в булінг (віктимізацію або перфоманс)». На поведінку дітей з іншими людьми впливає те, як з ними спілкуються їхні батьки. Підвищена дитяча агресія часто пов'язана з антагонізмом між батьками і дітьми та недостатнім контролем за дітьми. Більше тепла і менше ворожнечі між батьками і дітьми відображаються у стосунках між братами і сестрами, що є ще одним проявом батьківської поведінки, яка пов'язана з якістю зв'язку між братами і сестрами. Те, як батьки спілкуються між собою, слугує важливим прикладом того, як їхні діти будуть взаємодіяти з іншими людьми. За словами Корінни Дженкінс, «вплив міжбатьківських конфліктів і насильства в сім'ї, а також батьківські якості пов'язані з віктимізацією дітей від братів і сестер, і що важка фізична віктимізація братів і сестер має найбільший зв'язок з цим негативним сімейним досвідом». У порівнянні з іншими етапами життя, саме в дитинстві моделі сімейних контактів мають найбільший вплив на те, як діти вчаться спілкуватися з іншими людьми. Один з найтривкіших типів партнерства, зв'язки з братами та сестрами можуть допомогти дітям розвинути когнітивні та соціально-емоційні навички. На майбутні стосунки дитини з іншими людьми, а також на її стосунки з братами і сестрами може негативно вплинути стиль виховання батьків.

## Профілактика
Батьки можуть зменшити можливість для суперництва, відмовившись від порівняння чи типізації своїх дітей, плануючи спільні веселі сімейні заходи та переконавшись, що кожна дитина має достатньо часу та простору. Вони також можуть приділяти індивідуальну увагу кожній дитині, заохочувати командну роботу, відмовлятися вважати одну дитину (наприклад, старшу) як приклад для інших (наприклад, молодших дітей) і уникати фаворитизму. Навчання дітей позитивним способам просити уваги батьків, коли вони цього потребують, також може зменшити ймовірність того, що вони вдадуться до агресивних стратегій привернення уваги. Ейлін Кеннеді-Мур зазначає, що цей засіб також вимагає, щоб батьки «ловили дітей на тому, що вони хороші», реагуючи на добрі, корисні та креативні пропозиції дітей привернути увагу. Крім того, активно навчаючи дітей емоційного інтелекту, навичок вирішення проблем, навичок ведення переговорів і заохочуючи їх шукати взаємовигідні рішення, батьки можуть допомогти дітям вирішувати конфлікти, які виникають як нормальна частина спільного дорослішання в одній сім'ї. Узгоджені зусилля батьків, спрямовані на зниження конкурентоспроможності, водночас розвиваючи зв'язки, можуть ще більше пом'якшити суперництво між братами та сестрами.
Однак, за словами Сільвії Рімм, хоча суперництво між братами й сестрами можна зменшити, навряд чи його можна повністю усунути. У помірних дозах суперництво може бути здоровим показником того, що кожна дитина достатньо наполеглива, щоб висловити свої відмінності з іншими братами та сестрами.
Вернон Вейхе пропонує використовувати чотири критерії, щоб визначити, чи є сумнівна та/або сумнівна поведінка суперництвом чи жорстоким поводженням з братом і сестрою. По-перше, враховуючи, що на різних етапах розвитку діти використовують різні тактики вирішення конфліктів, необхідно виключити можливість того, що поведінка, про яку йдеться, насправді відповідає віку дитини, яка її демонструє. По-друге, необхідно визначити, чи є така поведінка поодиноким випадком, чи, навпаки, частиною стійкої моделі поведінки: насильство, за визначенням, є довготривалою моделлю поведінки, а не випадковими розбіжностями. По-третє, необхідно визначити, чи є в поведінці «аспект віктимності»: суперництво, як правило, є конкретним, взаємним і очевидним для інших, тоді як насильство характеризується секретністю і дисбалансом влади. По-четверте, необхідно визначити мету поведінки, що ставиться під сумнів та/або викликає сумніви: якщо суперництво мотивоване повністю або переважно власними інтересами дитини, в яких інтереси інших, включаючи суперника дитини, не відіграють жодної ролі, то в сценаріях з насильством кінцеві інтереси кривдника, як правило, включають домінування, приниження або, принаймні, збентеження жертви.

## Тварини
Суперництво між братами та сестрами поширене серед різних видів тварин у формі змагання за їжу та увагу батьків. Екстремальний тип суперництва братів і сестер виникає, коли молоді тварини вбивають своїх братів і сестер. Наприклад, мати чорного орла відкладає два яйця, і перше пташеня, що вилупилося, розкльовує молодше до смерті протягом перших кількох днів. У синьолапої олуші завжди виникає ієрархія виводку. Домінантне пташеня нападе на підлеглого під час нестачі їжі, часто клюючи його неодноразово або виганяючи з гнізда. Серед плямистих гієн змагання між братами та сестрами починається, як тільки народжується друге дитинча, і 25 % дитинчат вбивають їхні брати та сестри.
Відносини між братами і сестрами у тварин не завжди конкурентні. Наприклад, серед вовків старші брати й сестри допомагають годувати та охороняти молодих.

## Відомі випадки

### У релігії

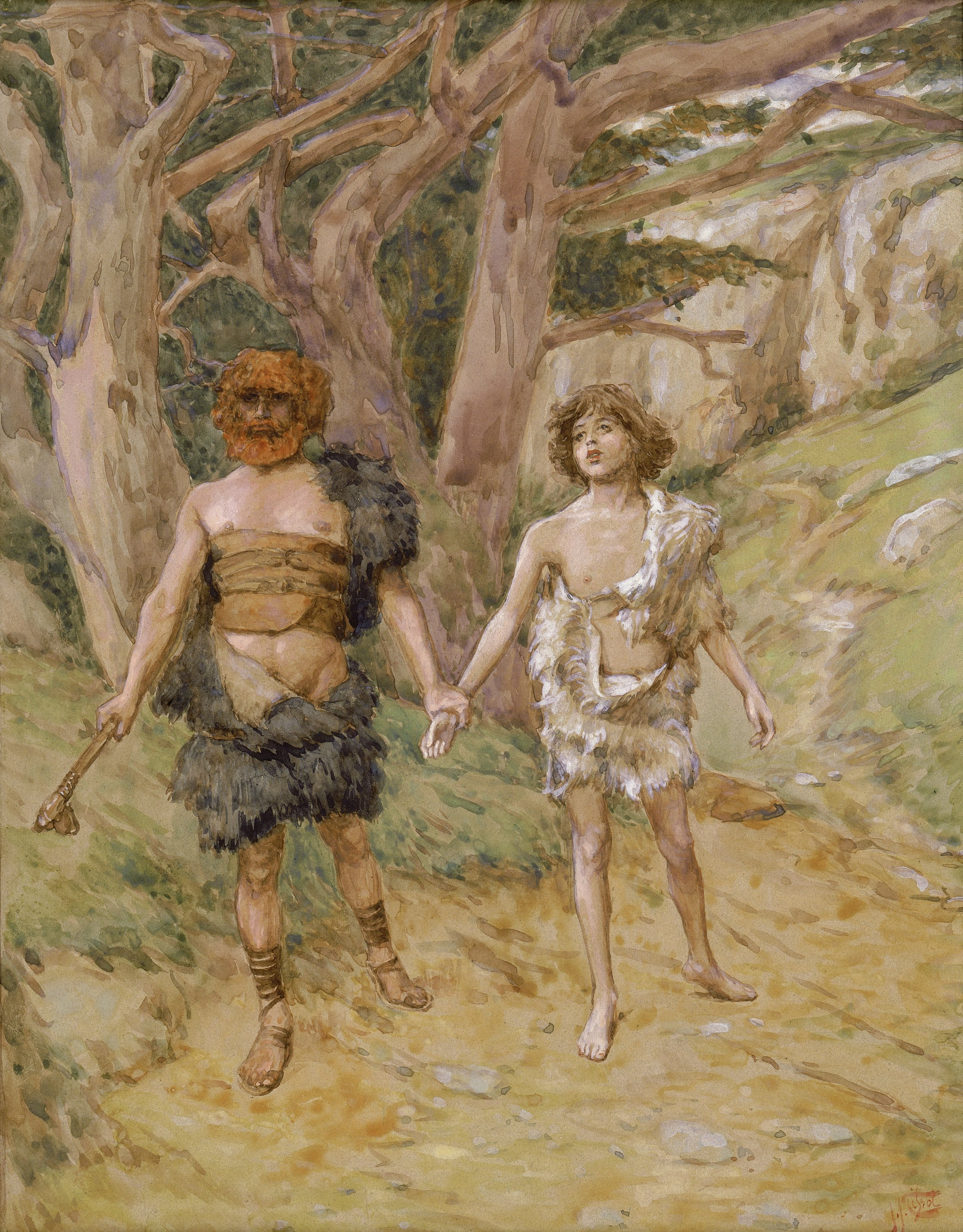
Каїн веде Авеля до смерті, Джеймс Тіссо (1909)

Книга Буття в Біблії містить кілька прикладів суперництва братів і сестер: історія про Каїна та Авеля розповідає про ревнощі одного брата після того, як Бог, здається, прихильно ставився до його брата, і ревнощі зрештою призвели до вбивства. Ісав ревнував до спадщини і благословення свого брата Якова; сестри Лія і Рахіль змагаються за любов Якова; Брати Йосипа настільки заздрісні, що фактично продають його в рабство. Ці історії також присутні в Корані.
Інший приклад наведено в міфі про Ромула і Рема, де брати-близнюки Ромул і Рем борються за контроль над Римом, і це закінчується смертю Рема від рук його брата.

### У народних і казкових оповіданнях
Суперництво між братами і сестрами, гіркі ревнощі та заздрість притаманні багатьом казкам світу. У деяких казках ревнощі переростають у відверте вбивство успішного брата чи сестри.
Деякі типи казок, згідно з індексом Аарне-Томпсона-Утера (АТУ), в основному включають суперництво братів і сестер як частину сюжету:
- АТУ 301, «Три викрадені принцеси» або «Жан де л'Орс»: герой, народжений з сильними силами, спускається в підземне царство, щоб врятувати трьох принцес. За допомогою своїх братів (або супутників) він відправляє трьох дівчат у верхнє царство, але вони перерізають мотузку і замикають його в підземному царстві.
- АТУ 361, «Ведмежа шкура»: чоловік укладає угоду з дияволом: не молитися і не митися протягом певної кількості років. Пізніше чоловік зустрічає батька з трьома доньками; лише наймолодша сестра обіцяє вийти за нього заміж. Після закінчення часу чоловік одягається і йде на зустріч з нареченою, пояснюючи всю історію. Сестри киплять від люті і вибухають від заздрощів; диявол забирає дві душі, замість однієї.[20]
- АТУ 403, «Чорна і біла наречена»: жінка, зневажена своєю (вітчимовою) родиною, виходить заміж за принца. Пізніше її мачуха організовує змову, щоб замінити жінку своєю (зведеною) сестрою[21].
- АТУ 432, «Птахолюб» або «Принц у вигляді птаха»: до дівчини вночі прилітає птах, який є переодягненим принцом. Її рідні починають щось підозрювати і влаштовують пастку біля її вікна: ставлять шипи (цвяхи, бите скло, колючки), щоб поранити птаха. Пташиний принц думає, що кохана його зрадила, і тікає, що спонукає героїню шукати його в невідомих краях.
- АТУ 480, «Добрі та злі дівчата» або «Пряля біля джерела»: дві сестри або зведені сестри, одна старанна, а інша лінива, зустрічають надприродну істоту в лісі або в чарівному царстві. Старанна сестра поводиться доброзичливо і виконує накази істоти, за що отримує винагороду; лінива не слухається і карається.
- АТУ 510A, «Попелюшка»: героїня зазнає поганого поводження з боку мачухи та зведених сестер.[21]
- АТУ 511, «Одноока, двоока і триока»: дві жінки (одна одноока, інша триока) жорстоко поводяться зі своєю сестрою, жінкою з двома очима.
- АТУ 530, «Принцеса на скляному пагорбі»: батько посилає трьох своїх синів охороняти посіви або чергувати на його могилі. Старші не слухаються та/або відчувають страх, тому вони посилають свого молодшого брата, якого вони називають дурнем або дурнем, виконати наказ батька. Дурний брат здобуває трьох чарівних коней і на них тричі доїжджає до принцеси на скляному пагорбі.
  - АТУ 530A, «Свиня із золотою щетиною»: як продовження історії про Скляну гору, після весілля цар/король відправляє своїх зятів на пошуки якихось істот з дивовижними властивостями. Старші брати хочуть піти на пошуки, щоб справити враження на тестя і ще більше принизити молодшого брата.
- АТУ 550, «Золота пташка»: король посилає трьох своїх синів знайти золотого птаха і повернути його додому. Старші сини зазнають невдачі, але молодшому вдається захопити птаха і коня та привезти з собою дівчину як дружину. Спонукувані сильними ревнощами, вони вбивають брата чи сестру або кидають їх у рів і забирають собі призи квесту.[22]
- АТУ 551, «Вода життя»: король помирає або сліпне, тому він посилає своїх синів за магічними ліками (чарівним птахом, водою життя тощо), які можна знайти тільки в далекому царстві, в руках принцеси або дівиці. Наймолодшому вдається це зробити, і він повертається з призом, але брати скидають його в рів. Молодший принц виживає і повертається інкогніто до міста. Чужоземна дівиця переслідує того, хто вкрав її майно.[23]
- АТУ 554, «Вдячні тварини»: у деяких варіантах наймолодший брат захищає або допомагає трьом тваринам різних видів, на превеликий жаль своїх братів, які хотіли полювати на них. Коли троє братів отримують завдання від короля, наймолодший здійснює подвиги з допомогою тварин.
- АТУ 707, «Три золоті діти»: однієї ночі принц (король, цар, султан) чує розмову трьох сестер, наймолодша з яких обіцяє, що, якщо вона вийде заміж за царя, то народить йому дітей (двійнят, трійнят) з чудовими якостями. Її сестри вийшли заміж за дрібних чиновників або слуг королівського двору і, відчуваючи сильні ревнощі до новоспеченої королеви, вирішили позбутися королівських дітей.
- АТУ 709, «Білосніжка»: у деяких регіональних варіантах цього типу казки суперництво відбувається не між матір'ю та донькою чи між мачухою та пасербицею, а між старшими сестрами героїні, які заздрять її красі та чарівності і змовляються вбити її. Натомість старші сестри героїні заздрять красі та чарівності молодшої і змовляються її вбити.
- АТУ 780, «Співуча кістка»: людина вбиває свого рідного брата чи сестру і ховає його/її в неглибокій могилі. З неї/нього проростає дерево. З його деревини роблять інструмент (скрипку, скрипку, сопілку), який викриває вбивство.

### В літературі
У ряді п'єс Шекспіра показано ситуації суперництва між братами та сестрами. Король Лір провокує суперництво між своїми трьома доньками, просячи їх описати свою любов до нього; у тій же п'єсі Едмунд намагається змусити свого зведеного брата Едгара відправитися у вигнання. У «Приборканні норовливої» сестри Кейт і Б'янка показані у запеклих сварках. У «Річарді III» головний герой принаймні частково мотивований суперництвом зі своїм братом, королем Едуардом. У «Як вам це подобається» між Орландо та Олівером, а також між герцогом Фредеріком і герцогом Старшим є очевидне суперництво й антагонізм між братами та сестрами.
Більшість екранізацій Шерлока Холмса зображують суперництво брата і сестри з його братом Майкрофтом Холмсом.
У книзі Джона Стейнбека «На схід від Едему» брати Кел і Арон Траск є аналогами Каїна й Авеля з біблійної історії.
«Пісня льоду й полум'я» містить численні приклади, наприклад, між Станнісом Баратеоном і Ренлі Баратеоном. Після смерті їх старшого брата Роберта Баратеона вони змагаються за Залізний трон, Станніс вбиває Ренлі за допомогою темної магії в ніч перед тим, як Ренлі має намір вбити Станніса в битві, хоча залишається незрозумілим, чи усвідомлює він свою роль у смерті Ренлі. Історія Вестеросу також містить «Танець драконів», в якому принцеса Рейніра Таргарієн та її зведений брат Ейгон II Таргарієн боролися за Залізний трон після смерті їхнього батька Візериса I Таргарієна.

### У кіно і на телебаченні
Суперництво братів і сестер є поширеною темою в медіа, де зображені дитячі персонажі, що відображає важливість цієї проблеми в ранньому віці. Ці проблеми можуть включати ревнощі до народження нової дитини, різні ролі братів і сестер, часті суперечки, змагання за прихильність матері та напруженість між зведеними братами та сестрами.
Дорослі брати й сестри також можуть бути зображені у відносинах суперництва, що часто є продовженням конфліктів дитинства. Ситуаційні комедії використовують це для досягнення комічного ефекту. Відносини між братом і сестрою можуть бути показані як любовні та суперечливі. Брати чи сестри, які займаються подібною роботою, можуть виявляти професійне суперництво. У серйозних драмах конфлікт між братами та сестрами може бути фатальним, як показано в кримінальних драмах, що включають таке суперництво. Історія про суперництво братів і сестер стала багатим джерелом натхнення для кінематографістів, про що свідчить кінематографічний блиск фільму «Дьюар» (1975) та сучасне дослідження у фільмі «Капур і сини» (2016).

### Реальне життя
Іноді в медіа розголошуються реальні випадки суперництва між братами та сестрами. Братів і сестер, які займаються тим самим видом спорту, часто порівнюють один з одним; наприклад, гравці в американський футбол Пейтон і Елі Меннінг або тенісистки Вінус і Серена Вільямс. У музикантів Ліама та Ноеля Галлагера з Oasis бурхливі стосунки, подібні до стосунків Рея та Дейва Девісів з The Kinks. Політики Ед і Девід Мілібенди також зображуються такими, що мають напружені стосунки після того, як Ед переміг Девіда з мінімальним відривом у фінальному турі виборів до керівництва Лейбористської партії 2010 року.
У актрис Олівії де Хевілленд і Джоан Фонтейн з дитинства були непрості стосунки, а в 1975 році сестри повністю перестали спілкуватися одна з одною. Неймовірно популярні співачки Ендрюс Систерс підтримували професійну гармонію в шоу-бізнесі більше 30 років, але відомі конфлікти в особистому житті (після смерті ЛаВерна в 1967 році Петті та Максін перестали спілкуватися в 1975 році і ніколи не озиралися назад). Про суперництво співачок Лати Мангешкар і Аші Бхосле часто говорять в індійських медіа, незважаючи на те, що вони наполягають, що це лише казки. Між сестрами-близнюками та консультантами Енн Ландерс і Ебігейл Ван Бюрен були стосунки, які то були дуже близькими, то публічно антагоністичними. Журналісти Крістофер і Пітер Гітченз мали багато публічних розбіжностей і принаймні одну тривалу розбрат через їхні різні політичні та релігійні погляди.